# Atonski asteroid
Atonski asteroid ali Atonec je pripadnik skupine Zemlji bližnjih asteroidov, ki imajo veliko polos tirnice manjšo od razdalje med Zemljo in Soncem (astronomska enota). Vendar to ne pomeni, da je celotna tirnica asteroida znotraj Zemljine tirnice. V resnici ima večina Atonskih asteroidov odsončje večji od 1 a.e., tako da jih večina prečka Zemljino tirnico.
Asteroidi, ki imajo odsončje znotraj Zemljine tirnice, se imenujejo Afelijski (Apohelijski) asteroidi (in so tako podrazred Atonskih asteroidov). Do sedaj sta znana samo dva takšna asteroida 2003 CP20 in 2004 JG6. Asteroid te skupine, ki ima najmanjšo veliko polos, je (6391) 1999 KW4, z veliko polosjo samo 0,642 a.e. (izsrednost njegove tirnice je 0,688, Soncu najbliže pride na razdalji samo 0,200 a.e., kar je precej bliže kot je Merkurjeva tirnica). Ta asteroid ima celo svojo luno.
Skupina je dobila ime po prvem Atonskem asteroidu, ki ga je odkrila 7. januarja 1976 Eleanor Francis Helin, in so mu dodelili ime 2062 Aton po staroegipčanskem bogu sonca Atonu.
V letu 2004 so bili nekaj časa prepričani, da bo asteroid (99942) Apophis leta 2029 trčil v Zemljo. Vendar so pozneje z natančnejšimi meritvami to možnost preklicali in jo z majhno verjetnostjo napovedali za obdobje od 2035 do 2036.